# Мали Извор (Зајечар)
Мали Извор је насељено место града Зајечара у Зајечарском округу. Према попису из 2022. било је 272 становника (према попису из 1991. било је 584 становника).
Смештено је 21 km југоисточно од града Зајечара, на десној страни Белог Тимока.

## Историја
Село се помиње у турском попису из 15. века с манастиром Присат, што је данашњи назив једног сеоског потеса. У турско доба је расељено, па касније обновљено, 1883. године. Током турске окупација село је носило име Изворчић.

## Демографија
У насељу Мали Извор живи 410 пунолетних становника, а просечна старост становништва износи 55,3 година (52,0 код мушкараца и 58,0 код жена). У насељу има 191 домаћинство, а просечан број чланова по домаћинству је 2,38.
Становништво села је претежно српско староседелачко, а у последња три пописа, примећен је значајан пад у броју становника. Године 1924. село је имало 1.768 становника у 382 куће.
|  |

| Демографија | Демографија | Демографија |
| Година      | Становника  | Становника  |
| ----------- | ----------- | ----------- |
| 1948.       | 1.360       |             |
| 1953.       | 1.302       |             |
| 1961.       | 1.164       |             |
| 1971.       | 948         |             |
| 1981.       | 812         |             |
| 1991.       | 584         | 584         |
| 2002.       | 454         | 454         |

| Етнички састав према попису из 2002.‍ | Етнички састав према попису из 2002.‍ | Етнички састав према попису из 2002.‍ | Етнички састав према попису из 2002.‍ | Етнички састав према попису из 2002.‍ |
| ------------------------------------ | ------------------------------------ | ------------------------------------ | ------------------------------------ | ------------------------------------ |
|                                      |                                      |                                      |                                      |                                      |
| Срби                                 | Срби                                 |                                      | 447                                  | 98,45%                               |
| Хрвати                               | Хрвати                               |                                      | 1                                    | 0,22%                                |
| Македонци                            | Македонци                            |                                      | 1                                    | 0,22%                                |
| непознато                            | непознато                            |                                      | 2                                    | 0,44%                                |

| Година пописа     | 1948. | 1953. | 1961. | 1971. | 1981. | 1991. | 2002. |
| ----------------- | ----- | ----- | ----- | ----- | ----- | ----- | ----- |
| Број домаћинстава | 358   | 340   | 327   | 309   | 275   | 219   | 191   |

| Број чланова      | 1  | 2  | 3  | 4  | 5 | 6 | 7 | 8 | 9 | 10 и више | Просек |
| ----------------- | -- | -- | -- | -- | - | - | - | - | - | --------- | ------ |
| Број домаћинстава | 67 | 64 | 24 | 15 | 8 | 5 | 7 | 1 | 0 | 0         | 2,38   |

| Пол    | Укупно | Неожењен/Неудата | Ожењен/Удата | Удовац/Удовица | Разведен/Разведена | Непознато |
| ------ | ------ | ---------------- | ------------ | -------------- | ------------------ | --------- |
| Мушки  | 183    | 22               | 131          | 23             | 7                  | 0         |
| Женски | 231    | 14               | 123          | 85             | 9                  | 0         |
| УКУПНО | 414    | 36               | 254          | 108            | 16                 | 0         |

| Пол    | Укупно                    | Пољопривреда, лов и шумарство | Рибарство                            | Вађење руде и камена | Прерађивачка индустрија       |
| ------ | ------------------------- | ----------------------------- | ------------------------------------ | -------------------- | ----------------------------- |
| Мушки  | 78                        | 15                            | 0                                    | 4                    | 16                            |
| Женски | 32                        | 15                            | 0                                    | 0                    | 8                             |
| УКУПНО | 110                       | 30                            | 0                                    | 4                    | 24                            |
| Пол    | Производња и снабдевање   | Грађевинарство                | Трговина                             | Хотели и ресторани   | Саобраћај, складиштење и везе |
| Мушки  | 0                         | 5                             | 9                                    | 0                    | 14                            |
| Женски | 0                         | 0                             | 1                                    | 0                    | 3                             |
| УКУПНО | 0                         | 5                             | 10                                   | 0                    | 17                            |
| Пол    | Финансијско посредовање   | Некретнине                    | Државна управа и одбрана             | Образовање           | Здравствени и социјални рад   |
| Мушки  | 0                         | 0                             | 6                                    | 1                    | 0                             |
| Женски | 0                         | 1                             | 0                                    | 2                    | 1                             |
| УКУПНО | 0                         | 1                             | 6                                    | 3                    | 1                             |
| Пол    | Остале услужне активности | Приватна домаћинства          | Екстериторијалне организације и тела | Непознато            | Непознато                     |
| Мушки  | 2                         | 0                             | 0                                    | 6                    | 6                             |
| Женски | 0                         | 0                             | 0                                    | 1                    | 1                             |
| УКУПНО | 2                         | 0                             | 0                                    | 7                    | 7                             |

У селу је рођен Милисав Марковић, иконописац који је крајем 19. века осликао преко 30 манастира у Источној Србији.